# Vučji Zub
Vučji Zub är en bergstopp i Bosnien och Hercegovina, på gränsen till Montenegro. Den ligger i den södra delen av landet, 140 km söder om huvudstaden Sarajevo. Toppen på Vučji Zub är 1 802 meter över havet, eller 155 meter över den omgivande terrängen. Bredden vid basen är 1,4 km.
Terrängen runt Vučji Zub är huvudsakligen kuperad. Runt Vučji Zub är det ganska glesbefolkat, med 48 invånare per kvadratkilometer.. Närmaste större samhälle är Aranđelovo, 13,0 km norr om Vučji Zub. 
Omgivningarna runt Vučji Zub är en mosaik av jordbruksmark och naturlig växtlighet.